# 78.ª edición de los Premios Óscar
La 78.ª edición de los Óscar premió a las mejores películas de 2005. Organizada por la Academia de Artes y Ciencias Cinematográficas, tuvo lugar en el Teatro Kodak de Los Ángeles (Estados Unidos) el 5 de marzo de 2006.

## Resumen de la gala
La actriz Mira Sorvino y el presidente de la academia, Sid Ganis, leyeron las candidaturas relativas al año 2005 el 31 de enero de 2006. Desde aquel momento varios medios pronosticaron una gala más politizada de lo habitual considerando que la máxima favorita de la noche, Brokeback Mountain (Ang Lee), narraba la historia de amor entre dos vaqueros homosexuales. Otra de las candidatas,  Capote, era un biopic sobre el famoso escritor cuya inclinación sexual era idéntica a la de los anteriores. A ese hecho se sumaba una circunstancia: la película narraba la investigación que Capote realizó para poder escribir A sangre fría, una novela en contra de la pena de muerte. 
Junto a los dos filmes citados, se encontraba una película que prevenía sobre los ataques a la libertad de expresión padecidos en los últimos tiempos de la mano de la administración Bush (Buenas noches, y buena suerte). Crash por su parte se pretendía como un cuento sobre las diferencias racionales en Los Ángeles y sobre el desencuentro de las etnias. Completaba el quinteto de afortunadas Múnich, una cinta que había levantado ampollas tanto en judíos como en palestinos, ya la que la imagen que se ofrece de los mismos en esta reconstrucción sobre la venganza del gobierno de Golda Meir contra los organizadores del secuestro y asesinato de 11 atletas durante las olimpiadas del 72 ponía de relieve su desacuerdo en el empleo de la violencia. Ninguna de las cinco tuvo un éxito en taquilla espectacular. De hecho ninguna de las cinco películas estaba entre las 40 películas más taquilleras del año en Estados Unidos.
Por si fuera poco concurrían en esta edición una intérprete (Felicity Huffman) que defendía en la cinta Transamérica el papel de transexual. A ella se le sumaba George Clooney -Buenas noches, y buena suerte - que sumaba cuatro candidaturas en la misma noche (productor, guionista, director y actor), si bien en la última lo era por un filme distinto, Syriana, un ataque contra la intervención de la CIA en los países árabes. Por si fuera poco, otras de las películas más beneficiadas, El jardinero fiel, arremetía duramente contra el papel de las internacionales en el tercer mundo.
Un segundo factor -junto al carácter éticamente comprometido de las candidatas- llamaba la atención: ninguna película podría arrasar. Los premios de la crítica, los BAFTA, los Premios del Sindicato de Actores, los Globos de Oro y los Satellite Awards señalaban a la película de Ang Lee y a su realizador como triunfadores de los dos principales premios. A tenor de esos premios, Philip Seymour Hoffman, Reese Witherspoon y Rachel Weisz partían con ventaja en la categoría de intérpretes. El Óscar al mejor actor de reparto era el único que despertaba más dudas. Las multi-candidaturas de Clooney -sumadas a su transformación física para Syriana y al Globo de Oro- lo hacían partir de un lugar privilegiado. No obstante tenía dos rivales especialmente fuertes. El primero, Paul Giamatti, había quedado ausente en la gala anterior contra todo pronóstico y gozaba del respaldo de la Screen Actors Guild, si bien tres circunstancias perjudicaban su carrera hacia la estatuilla: su película (Cinderella Man) se había estrenado hace tiempo, la campaña de Giamatti fue escasa, y por si fuera poco su nombre había sido omitido en las candidaturas de los Premios BAFTA, en los cuales votaban varios de los académicos que también elegían a los triunfadores de los Óscars. Estos otorgaron el BAFTA al mejor actor de reparto a Jake Gyllenhaal frente a George Clooney, manifestando que a pesar de la "trampa" tendida por la productora al promocionarle como secundario (Gyllenhaal era tan protagonista como Heath Ledger) si había algún miembro del reparto de la película a priori vencedora tenía posibilidades de éxito, este era Gyllenhaal, cuyo personaje -un hombre sensible y valiente- además conocía un desenlace trágico.

## Candidaturas y ganadores

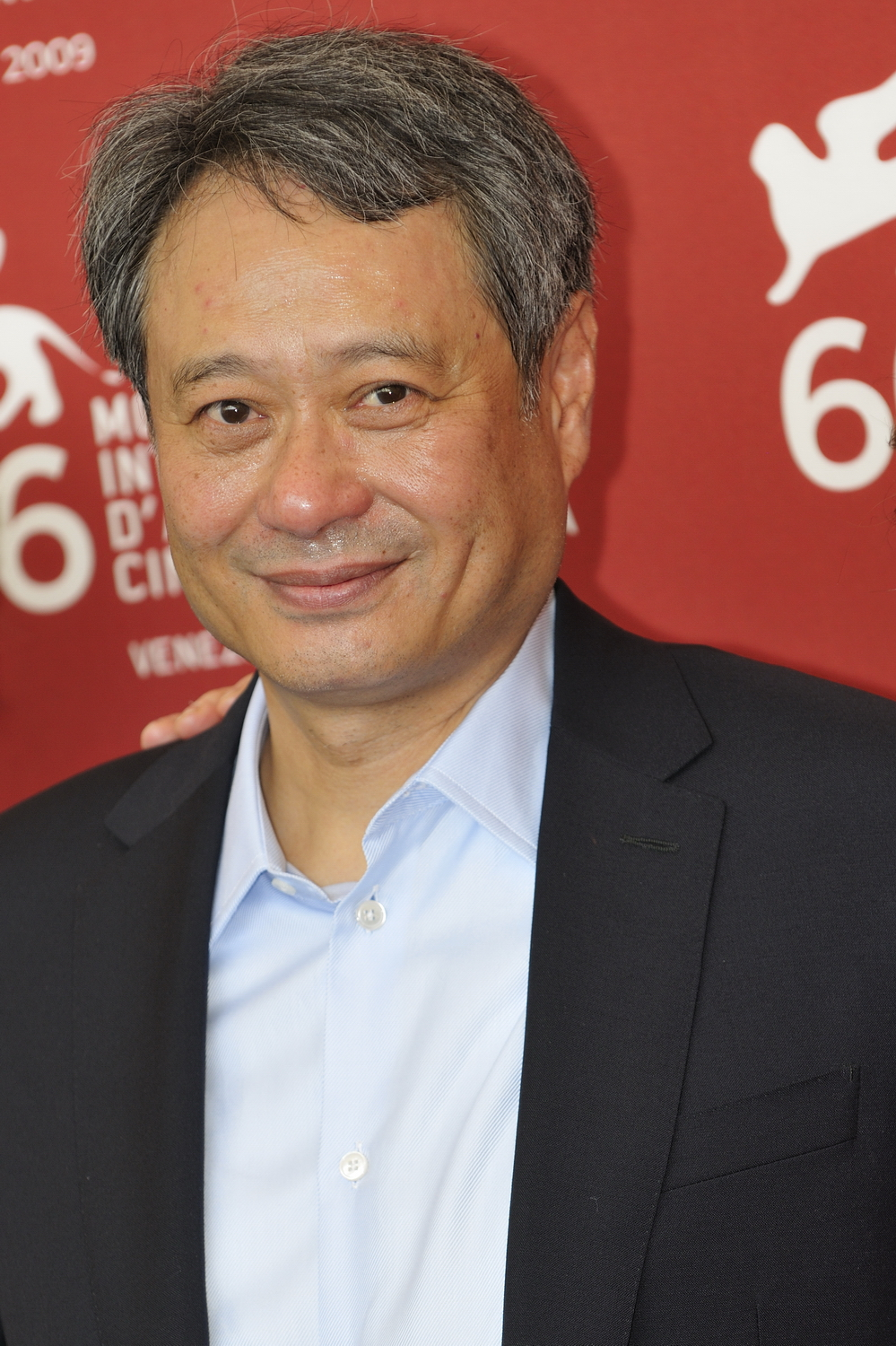
Ang Lee fue el ganador del Óscar al mejor director por Brokeback Mountain.

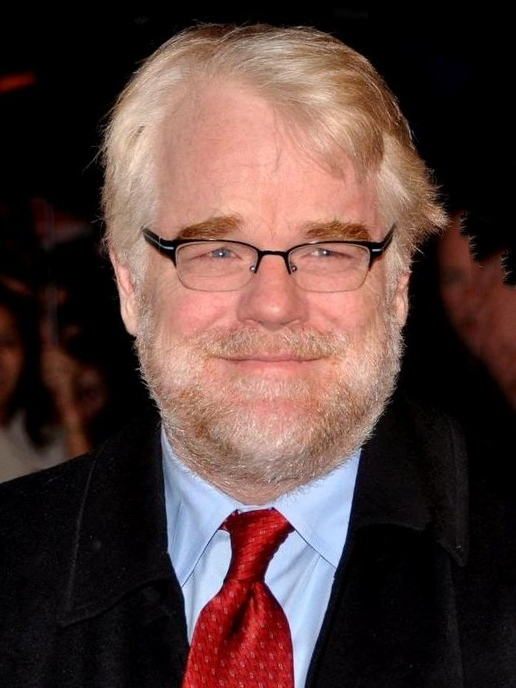
Philip Seymour Hoffman fue el ganador del Óscar al mejor actor por Capote.

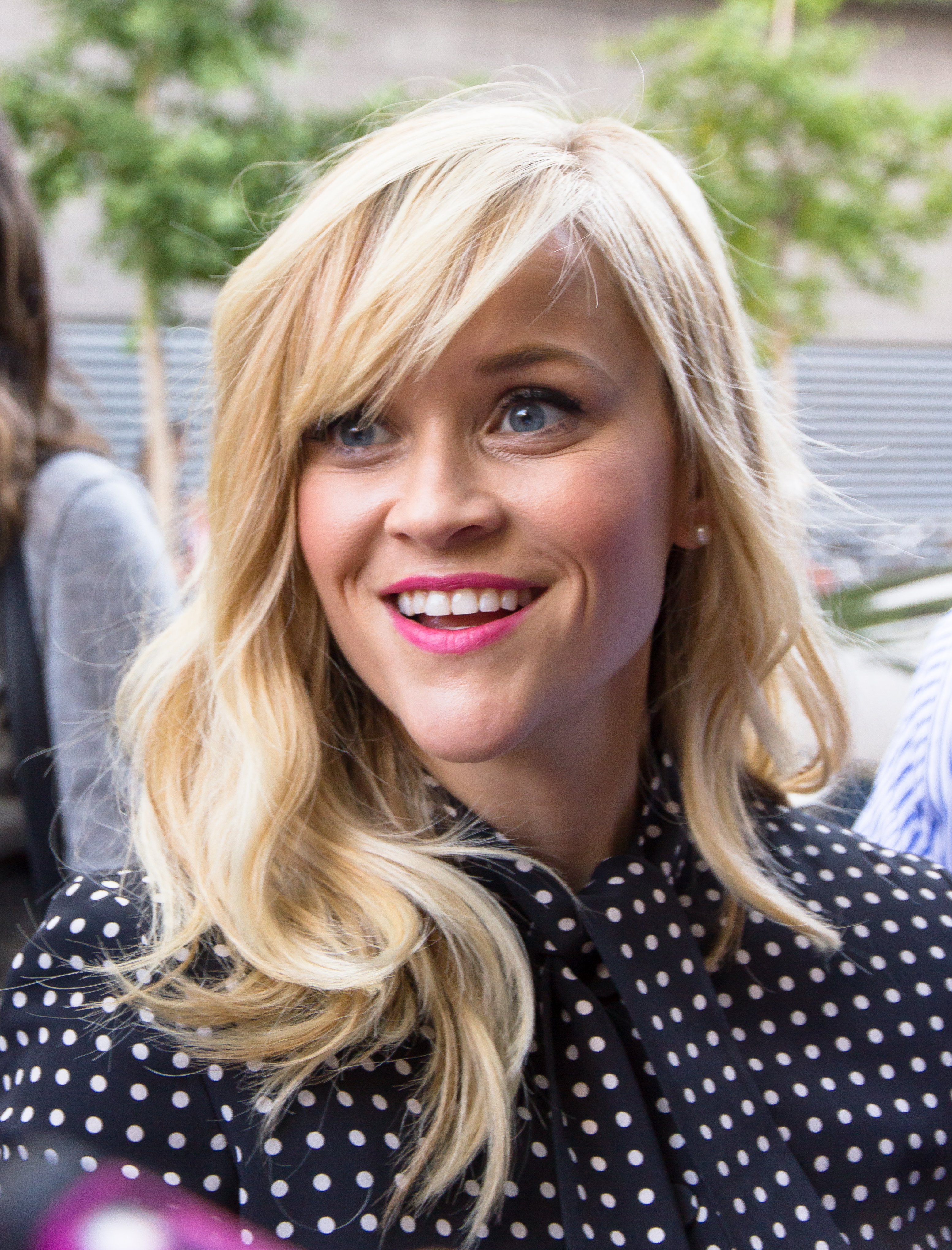
Reese Witherspoon fue la ganadora del Óscar a mejor actriz por Walk the Line.

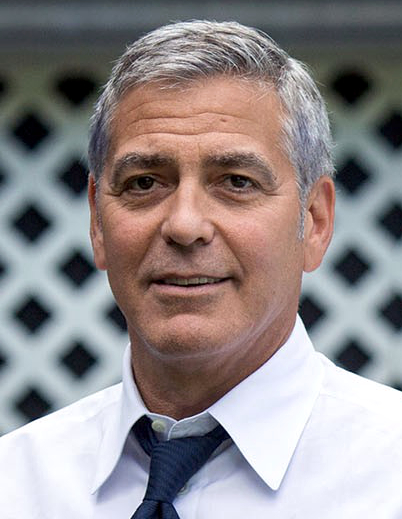
George Clooney fue el ganador del Óscar a mejor actor de reparto por Syriana.

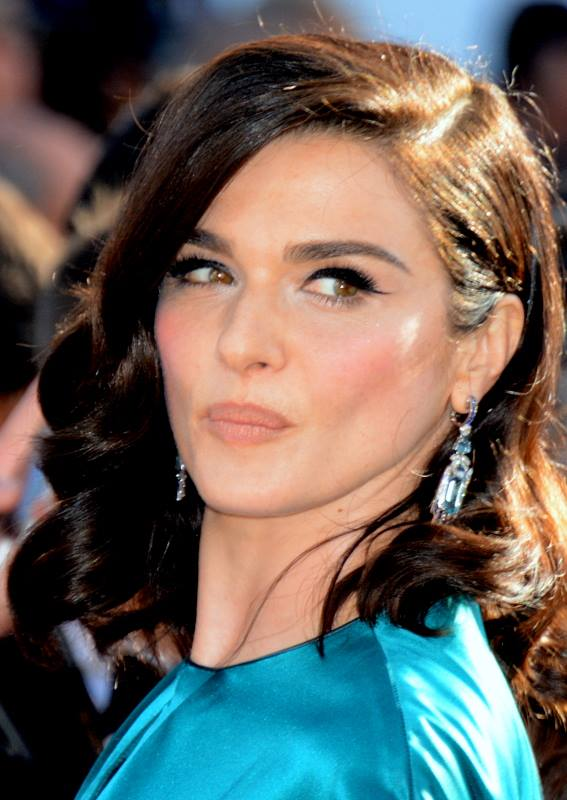
Rachel Weisz fue la ganadora del Óscar a la mejor actriz de reparto por El jardinero fiel.

Indica el ganador dentro de cada categoría.
| Mejor película Presentado por: Jack Nicholson | Mejor director Presentado por: Tom Hanks |
| --- | --- |
| Crash — Paul Haggis y Cathy Schulman | Ang Lee — Brokeback Mountain |
| - Brokeback Mountain — James Schamus y Diana Ossana - Good Night, and Good Luck (Buenas noches, y buena suerte) — Grant Heslov - Capote — William Vince, Michael Ohoven y Caroline Baron - Múnich — Steven Spielberg, Kathleen Kennedy y Barry Mendel | - George Clooney — Good Night, and Good Luck (Buenas noches, y buena suerte) - Paul Haggis — Crash - Bennett Miller — Capote - Steven Spielberg — Múnich |
| Mejor actor Presentado por: Hilary Swank | Mejor actriz Presentado por: Jamie Foxx |
| Philip Seymour Hoffman — Capote como Truman Capote | Reese Witherspoon — Walk the Line (En la cuerda floja) como June Carter Cash |
| - Terrence Howard — Hustle & Flow como DJay - Heath Ledger — Brokeback Mountain como Ennis Del Mar - Joaquin Phoenix — Walk the Line (En la cuerda floja) como Johnny Cash - David Strathairn — Good Night, and Good Luck (Buenas noches, y buena suerte) como Edward R. Murrow | - Judi Dench — Mrs. Henderson Presents (Mrs. Henderson presenta) como Laura Henderson - Felicity Huffman — Transamérica como Sabrina "Bree" Osbourne/Stanley Schupak - Keira Knightley — Pride and Prejudice (Orgullo y prejuicio) como Elizabeth Bennet - Charlize Theron — North Country (En tierra de hombres) como Josey Aimes |
| Mejor actor de reparto Presentado por: Nicole Kidman | Mejor actriz de reparto Presentado por: Morgan Freeman |
| George Clooney — Syriana como Bob Barnes | Rachel Weisz — The Constant Gardener (El jardinero fiel) como Tessa Quayle |
| - Matt Dillon — Crash como Sargento John Ryan - Paul Giamatti — Cinderella Man como Joe Gould - Jake Gyllenhaal — Brokeback Mountain como Jack Twist - William Hurt — A History of Violence (Una historia de violencia) como Richie Cusack | - Amy Adams — Junebug como Ashley Johnsten - Catherine Keener — Capote como Harper Lee - Frances McDormand — North Country (En tierra de hombres) como Glory Dodge - Michelle Williams — Brokeback Mountain como Alma Beers Del Mar |
| Mejor guion original Presentado por: Uma Thurman | Mejor guion adaptado Presentado por: Dustin Hoffman |
| Crash — Paul Haggis y Robert Moresco | Brokeback Mountain — Diana Ossana y Larry McMurtry basado en Brokeback Mountain por Annie Proulx |
| - Good Night, and Good Luck (Buenas noches, y buena suerte) — George Clooney y Grant Heslov - Match Point —Woody Allen - Syriana — Stephen Gaghan - The Squid and the Whale (Una historia de Brooklyn) — Noah Baumbach | - A History of Violence (Una historia de violencia) — Josh Olson basado en Una historia violenta, de John Wagner y Vincent Locke - Capote — Dan Futterman basado en Capote, una biografía por Gerald Clarke - The Constant Gardener (El jardinero fiel) — Jeffrey Caine basado en El jardinero fiel de John le Carré - Múnich — Tony Kushner y Eric Roth basado en Vengeance por George Jonas                                                                            |
| Mejor película de animación Presentado por: Reese Witherspoon | Mejor película extranjera (de habla no inglesa) Presentado por: Will Smith |
| Wallace & Gromit: The Curse of the Were-Rabbit (Wallace & Gromit: La maldición de las verduras) — Nick Park y Steve Box | Tsotsi (Sudáfrica) en afrikáans — Gavin Hood |
| - Corpse Bride (La novia cadáver) — Tim Burton y Mike Johnson - Howl no Ugoku Shiro (El castillo ambulante) — Hayao Miyazaki | - Joyeux Noël (Feliz Navidad) (Francia) en francés — Christian Carion - La bestia nel cuore (La bestia en el corazón) (Italia) en italiano — Cristina Comencini - Paradise Now (Palestina) en árabe — Hany Abu-Assad - Sophie Scholl: Die letzten Tage (Sophie Scholl - Los últimos días) (Alemania) en alemán — Marc Rothemund |
| Mejor documental largo Presentado por: Charlize Theron | Mejor documental corto Presentado por: Terrence Howard |
| La Marche de l'empereur — Luc Jacquet y Yves Darondeau | A Note of Triumph: The Golden Age of Norman Corwin — Corinne Marrinan y Eric Simonson |
| - Enron: The Smartest Guys in the Room (Enron, los tipos que estafaron a América) — Alex Gibney y Jason Kliot - Le cauchemar de Darwin (La pesadilla de Darwin) — Hubert Sauper - Murderball — Henry-Alex Rubin y Dana Adam Shapiro - Street Fight — Marshall Curry | - God Sleeps in Rwanda — Kimberlee Acquaro y Stacy Sherman - The Death of Kevin Carter: Casualty of the Bang Bang Club — Dan Krauss - The Mushroom Club — Steven Okazaki |
| Mejor cortometraje Presentado por: Owen Wilson y Luke Wilson | Mejor cortometraje animado Presentado por: Chicken Little (voz de Zach Braff) y Abby Patosa (voz de Joan Cusack) |
| Six Shooter — Martin McDonagh | The Moon and the Son: An Imagined Conversation — John Canemaker y Peggy Stern |
| - Ausreißer (The Runaway) — Ulrike Grote - Cashback — Sean Ellis y Lene Bausager - Our Time is Up — Rob Pearlstein y Pia Clemente - The Last Farm — Rúnar Rúnarsson y Thor S. Sigurjónsson | - 9 — Shane Acker - Badgered — Sharon Colman - El hombre orquesta — Andrew Jiménez y Mark Andrews - The Mysterious Geographic Explorations of Jasper Morello — Anthony Lucas |
| Mejor banda sonora Presentado por: Salma Hayek | Mejor canción original Presentado por: Queen Latifah |
| Brokeback Mountain — Gustavo Santaolalla | It's Hard Out Here for a Pimp» — Hustle & Flow; Música y letra por Jordan Houston, Cedric Coleman y Paul Beauregard |
| - The Constant Gardener (El jardinero fiel) — Alberto Iglesias - Memoirs of a Geisha (Memorias de una geisha) — John Williams - Múnich — John Williams - Pride and Prejudice (Orgullo y prejuicio) — Dario Marianelli | - «In the Deep» — Crash; Música por Kathleen "Bird" York y Michael Becker y letra por Kathleen "Bird" York - «Travelin' Thru» — Transamérica; Música y letra por Dolly Parton |
| Mejor edición de sonido Presentado por: Eric Bana y Jessica Alba | Mejor sonido Presentado por: Jennifer Garner |
| King Kong — Mike Hopkins y Ethan Van der Ryn | King Kong — Christopher Boyes, Michael Semanick, Michael Hedges y Hammond Peek |
| - War of the Worlds (La guerra de los mundos) — Richard King - Memoirs of a Geisha (Memorias de una geisha) — Wylie Stateman | - War of the Worlds (La guerra de los mundos) — Andy Nelson, Anna Behlmer y Ronald Judkins - Memoirs of a Geisha (Memorias de una geisha) — Kevin O'Connell, Greg P. Russell, Rick Kline y John Pritchett - The Chronicles of Narnia: The Lion, the Witch and the Wardrobe (Las crónicas de Narnia: El león, la bruja y el armario) — Terry Porter, Dean A. Zupancic y Tony Johnson - Walk the Line (En la cuerda floja) — Paul Massey, D.M. Hemphill y Peter F. Kurland |
| Mejor dirección artística Presentado por: Keanu Reeves y Sandra Bullock | Mejor fotografía Presentado por: John Travolta |
| Memoirs of a Geisha (Memorias de una geisha) — Dirección artística: John Myhre; Diseño de decorados: Gretchen Rau | Memoirs of a Geisha (Memorias de una geisha) — Dion Beebe |
| - Good Night, and Good Luck (Buenas noches, y buena suerte) – Dirección artística: Jim Bissell; Diseño de decorados: Jan Pascale - Harry Potter and the Goblet of Fire (Harry Potter y el cáliz de fuego) — Dirección artística: Stuart Craig; Diseño de decorados: Stephenie McMillan - King Kong — Dirección artística: Grant Major; Diseño de decorados: Dan Hennah y Simon Bright - Pride and Prejudice (Orgullo y prejuicio) — Dirección artística: Sarah Greenwood; Diseño de decorados: Katie Spencer | - Good Night, and Good Luck (Buenas noches, y buena suerte) — Robert Elswit - The New World (El nuevo mundo) — Emmanuel Lubezki - Batman Begins — Wally Pfister - Brokeback Mountain — Rodrigo Prieto |
| Mejor maquillaje Presentado por: Steve Carell y Will Ferrell | Mejor diseño de vestuario Presentado por: Jennifer Aniston |
| The Chronicles of Narnia: The Lion, the Witch and the Wardrobe (Las crónicas de Narnia: El león, la bruja y el armario) — Howard Berger y Tami Lane | Memoirs of a Geisha (Memorias de una geisha) — Colleen Atwood |
| - Cinderella Man — David Leroy Anderson y Lance Anderson - Star Wars: Episode III - Revenge of the Sith (Star Wars. Episodio III: La venganza de los sith) — Dave Elsey y Nikki Gooley | - Charlie and the Chocolate Factory (Charlie y la fábrica de chocolate) — Gabriella Pescucci - Mrs. Henderson Presents (Mrs. Henderson presenta) — Sandy Powell - Pride and Prejudice (Orgullo y prejuicio) — Jacqueline Durran - Walk the Line (En la cuerda floja) — Arianne Phillips |
| Mejor montaje Presentado por: Zhang Ziyi | Mejores efectos visuales Presentado por: Ben Stiller |
| Crash — Hughes Winborne | King Kong — Joe Letteri, Brian Van’t Hul, Christian Rivers y Richard Taylor |
| - Cinderella Man — Mike Hill y Dan Hanley - The Constant Gardener (El jardinero fiel) — Claire Simpson - Múnich — Michael Kahn - Walk the Line (En la cuerda floja) — Michael McCusker | - War of the Worlds (La guerra de los mundos) — Dennis Muren, Pablo Helman, Randy Dutra y Daniel Sudick - The Chronicles of Narnia: The Lion, the Witch and the Wardrobe (Las crónicas de Narnia: El león, la bruja y el armario) — Dean Wright, Bill Westenhofer, Jim Berney y Scott Farrar |

### Óscar Honorífico
- Robert Altman

## In Memoriam
Cada año la academia de cine rinde un homenaje póstumo a aquellos profesionales que perecieron durante el tiempo transcurrido entre una ceremonia y otra. En la presente edición de los Óscar se proyecta un vídeo como tributo a los fallecidos durante esos doce meses. Este año la relación incluye a las siguientes personalidades: Sandra Dee, Morris Engel (director), Teresa Wright, Tonino Delli Colli (cinematógrafo), Simone Simon, John Box (director de arte), Kay Walsh, Ruth Hussey, John Mills, Joe Grant (dibujante), Gavin Lambert (cinematógrafo), Eddie Albert, Geralding Fizgerald, Evan Hunter (escritor), Anne Bancroft, Lane Smith, Ernest Lehman (guionista), Edward Bunker, James Doohan, Richard Pryor, Alexander Golitzen (director de arte), Barbara Bel Geddes, Suzanne Flon, Stanley DeSantis, Jocelyn Brando, Brock Peters, Linda Martínez (compositor), Robert Wise (director), Sheree North, Keith Andes, June Haver, Harold J. Stone, Pat Morita, Marc Lawrence, Adrian Biddle (cinematógrafo), John Spencer, Jean Parker, Argentina Brunetti, Vincent Schiavelli, Shelley Winters, Anthony Franciosa, Fayard Nicolas, Moira Shearer y Chris Penn.

## Otros presentadores de la gala
| Persona                  | Categoría                                                  |
| ------------------------ | ---------------------------------------------------------- |
| Jon Stewart              | Maestro de ceremonias                                      |
| Meryl Streep Lily Tomlin | Óscar Honorífico                                           |
| Rachel McAdams           | Premios científicos y técnicos                             |
| George Clooney           | Video homenaje a los fallecidos durante el año             |
| Lauren Bacall            | Vídeo homenaje al cine negro                               |
| Russell Crowe            | Vídeo homenaje a las películas biográficas                 |
| Jake Gyllenhaal          | Vídeo homenaje a las grandes aventuras en la gran pantalla |
| Samuel L. Jackson        | Vídeo homenaje a las películas de contenido social         |
| Naomi Watts              | Canción de Transamérica.                                   |
| Jennifer Lopez           | Canción de Crash.                                          |
| Ludacris                 | Canción de Hustle & flow.                                  |
| Dolly Parton             | Interpreta canción de Transamérica.                        |
| Bird York                | Interpreta canción de Crash.                               |
| Three 6 Mafia            | Interpreta canción de Hustle & flow.                       |

## Premios y nominaciones múltiples
| Película | Candidaturas | Premios |
| --- | ------------ | ------- |
| Brokeback Mountain | 8            | 3       |
| Crash | 6            | 3       |
| Memoirs of a Geisha (Memorias de una geisha)                                                                            | 6            | 3       |
| King Kong | 4            | 3       |
| Capote | 5            | 1       |
| Walk the Line (En la cuerda floja)                                                                                      | 5            | 1       |
| The Constant Gardener (El jardinero fiel)                                                                               | 4            | 1       |
| The Chronicles of Narnia: The Lion, the Witch and the Wardrobe (Las crónicas de Narnia: El león, la bruja y el armario) | 3            | 1       |
| Syriana | 2            | 1       |
| Hustle & Flow | 2            | 1       |
| Wallace & Gromit: The Curse of the Were-Rabbit                                                                          | 1            | 1       |
| Tsotsi | 1            | 1       |
| Good Night, and Good Luck (Buenas noches, y buena suerte)                                                               | 6            | 0       |
| Múnich | 5            | 0       |
| Pride and Prejudice (Orgullo y prejuicio)                                                                               | 4            | 0       |
| Cinderella Man | 3            | 0       |
| War of the Worlds (La guerra de los mundos)                                                                             | 3            | 0       |
| Mrs. Henderson Presents (Mrs. Henderson presenta)                                                                       | 2            | 0       |
| North Country (En tierra de hombres)                                                                                    | 2            | 0       |
| A History of Violence (Una historia de violencia)                                                                       | 2            | 0       |
| Transamérica | 2            | 0       |